# Чутливість (метрологія)
Чутливість (англ. sensitivity) — у метрології та аналітичній хімії чутливість характеризують нахилом калібрувальної кривої (зміна величини відповіді
вимірювального приладу, поділена на відповідну зміну
стимулу, тобто того, що викликає цю відповідь). Чутливість
може залежати від аналітичної концентрації чи від величини
стимулу. Оскільки чутливість має бути характеристикою
методу, вона повинна залежати тільки від процесу хімічного
вимірювання, а не від обраної шкали.